# コルト・ニューサービス
コルト・ニューサービス(Colt New Service)は、コルト社が1898年から1940年まで製造していた回転式拳銃である。アメリカ軍では.45ロング・コルト弾仕様をM1909として全軍で採用したほか、陸軍が.45ACP弾仕様をM1917リボルバーとして採用している。M1917は第一次世界大戦におけるM1911ピストルの不足を補うために配備され、その後の第二次世界大戦でも同じような役割を果たした。コルト・ニューサービスはその生産期間を通じてコルト社の製品の内、最も人気のある回転式拳銃であり続けた。コルト社による最終的な生産数は150,000丁を上回ったとされる。

## 歴史

### コルトM1909
コルト社では、ニューサービスのうち.45ロング・コルト弾仕様かつヘビーフレームを備えたモデルをM1909としてアメリカ陸軍向けに生産していた。これは1890年代から配備されてきたコルトおよびスミス&ウェッソン社(S&W)製.38口径回転式拳銃を置換する為に開発された。新型拳銃の採用に当たって.45口径が選ばれたのは、先の米比戦争でストッピングパワーの不足など.38口径弾の非力さが露呈した為だとされる。

### コルトM1917リボルバー
1917年、アメリカ陸軍はヘビーフレームを備えた.45ACP弾仕様のニューサービスをM1917リボルバーとして採用した。シリンダなどはM1909と同一の部品を使用していた。M1917は当時不足していたM1911ピストルの代用品として第一次世界大戦を通じて調達され、在庫は終戦後に民間へ放出された。その後、第二次世界大戦が勃発すると再びM1911ピストルの不足を補う形で配備が行われた。

### フィッツ・スペシャル(Fitz Special)
第二次世界大戦前後にコルト社の社員だったジョン・ヘンリー・フィッツジェラルド(John Henry Fitzgerald)は、自らが開発したフィッツ・スペシャルと呼ばれる2丁の改造型ニューサービスを常にポケットに入れて持ち歩いていたことで知られる。フィッツ・スペシャルは、切り詰めた撃鉄、2インチ銃身、丸みのあるグリップを備え、さらにトリガーガード前部が切断されている。同型銃の工場生産数は30丁を下回るが、後に多くの銃工が類似の改造を手がけるようになった。戦略諜報局(OSS)のエージェントだったレックス・アップルゲートとチャールズ・アスキンスの両大佐が考案したとされる。

### カナダおよび英国での展開
カナダでは.45ロング・コルト弾を使用するコルトM1878リボルバーを制式拳銃の1つとして採用しており、ボーア戦争中の1899年にはこれの不足を補うべく一定数の.45ロング・コルト型ニューサービスを購入している。1904年から1905年には、カナダの北西騎馬警察もコルトニューサービスを採用し、1882年に採用されたエンフィールドMkIIを更新した。
ニューサービスの.455ウェブリー弾仕様も設計されており、第一次世界大戦中に英国戦争省が代替標準装備として購入している。制式名称Pistol, Colt, .455-inch 5.5-inch barrel Mk. I（.455インチ 5.5インチ銃身コルト拳銃Mk. I）であった。これら英国仕様のニューサービスにはアメリカやカナダ向け生産型と区別するべく、銃身上に"NEW SERVICE .455 ELEY"という刻印が加えられた。
代替標準装備として採用されてまもなく、ニューサービスは英軍将校の間でも人気のある拳銃となった。多くの英軍将校は第一次世界大戦が始まるまでにニューサービスを購入し、標準配備のウェブリー・リボルバーの代わりに身につけるようになった。第一次世界大戦を通じて、およそ60,000丁のニューサービスがカナダおよび英連邦各国へと輸出され、それらの多くは第二次世界大戦の終結まで使用され続けた。